# San Corbiniano (Kardinalstitel)
Der Kardinalstitel eines Kardinalpriesters von San Corbiniano wurde von Papst Benedikt XVI. mit der im Apostolischen Schreiben Purpuratis Patribus vom 20. November 2010 verfügten Erhebung der gleichnamigen römischen Pfarrkirche San Corbiniano zur Titelkirche neu geschaffen.

## Geschichte
Papst Benedikt begründete in Purpuratis Patribus die Neuschaffung des Titels mit der Notwendigkeit, eine ausreichende Zahl von Titeln für die zunehmende Zahl von Kardinälen zur Verfügung zu haben. Gleichzeitig erweiterte er mit der Auswahl der Kirche im Neubauviertel Infernetto die Erweiterung der Titel deutlich aus dem "Alten Rom".
Eine Besonderheit war, dass die Kirche bei der Schaffung des Titels und dessen erster Verleihung im Rahmen des Konsistoriums vom 20. November 2010 noch nicht fertig gebaut war. Die Schaffung des Titels und Kreierung des ersten Titelinhabers Reinhard Marx fielen auf den Gedenktag des Münchner Bistumspatrons Korbinian, auf dessen Namen Pfarrei und Kirche erst 2008 umbenannt worden waren. Kardinal Marx konnte seine Titelkirche am 5. Juni 2011 in Besitz nehmen, nachdem diese am 20. März 2011 von Papst Benedikt XVI. geweiht worden war.

## Titelinhaber
| Name          | Land        | Geboren       | Alter 1 | Ernennung 2   | durch Papst   | Anmerkungen                         |
| ------------- | ----------- | ------------- | ------- | ------------- | ------------- | ----------------------------------- |
| Reinhard Marx | Deutschland | 21. Sep. 1953 | 71      | 20. Nov. 2010 | Benedikt XVI. | Erzbischof von München und Freising |

| Name | Land | Geboren | Verstorben | Ernennung | durch Papst | Anmerkungen                             |
| ---- | ---- | ------- | ---------- | --------- | ----------- | --------------------------------------- |
|      |      |         |            |           |             | Kardinal Marx ist der erste Titelträger |